# Le Thillot
Le Thillot è un comune francese di 3 198 abitanti situato nel dipartimento dei Vosgi nella regione del Grand Est.

## Storia

### Simboli
È un'arma parlante poiché il nome di Thillot deriva probabilmente da un antico tiglio (tilleul in francese) che esisteva fino al XVIII secolo, sotto il quale veniva amministrata la giustizia. Costituito comune il 30 giugno 1860, aveva adottato uno stemma d'argento, al tiglio terrazzato di verde, accantonato da quattro berretti frigi di rosso, affrontati due a due, questi ultimi inseriti su suggerimento di Jules Ferry, consigliere generale dei Vosgi agli albori della Terza Repubblica francese. Nel 1993 lo stemma venne rinnovato: furono rimossi due berretti frigi e aggiunti gli attrezzi da minatore a ricordare il lavoro nelle antiche miniere di rame, metallo rappresentato dal colore rosso del monte.

## Società

### Evoluzione demografica
Abitanti censiti